# MFK Zemplín Michalovce
MFK Zemplín Michalovce (pronunție în slovacă [ˈzɛmpliːn ˈmixalɔʊ̯tsɛ]) este o echipă de fotbal din Slovacia, cu sediul în orașul Michalovce, care joacă în Superliga Slovaciei, primul nivel al sistemului ligii de fotbal din Slovacia, din 2015–16.

## Palmares

### Domestic
Cehoslovacia
- Liga Națională de Fotbal din Slovacia (1969–93)
  - Câștigătorii (1): 1974–75

Slovacia
- Divizia a II-a slovacă (1993–)
  - Câștigătorii (1): 2014–15 (Promoted)
  - Locul doi (1): 2013–14
- Cupa Slovaciei (1961–prezent)
  - Semifinale (1): 2016–17

## Legături externe
- Official website sk
- MFK Zemplín Michalovce pe Facebook
- MFK Zemplín Michalovce's channel pe YouTube